# Baltika

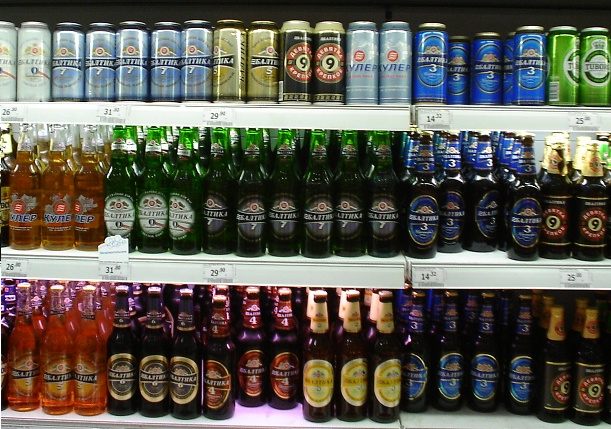

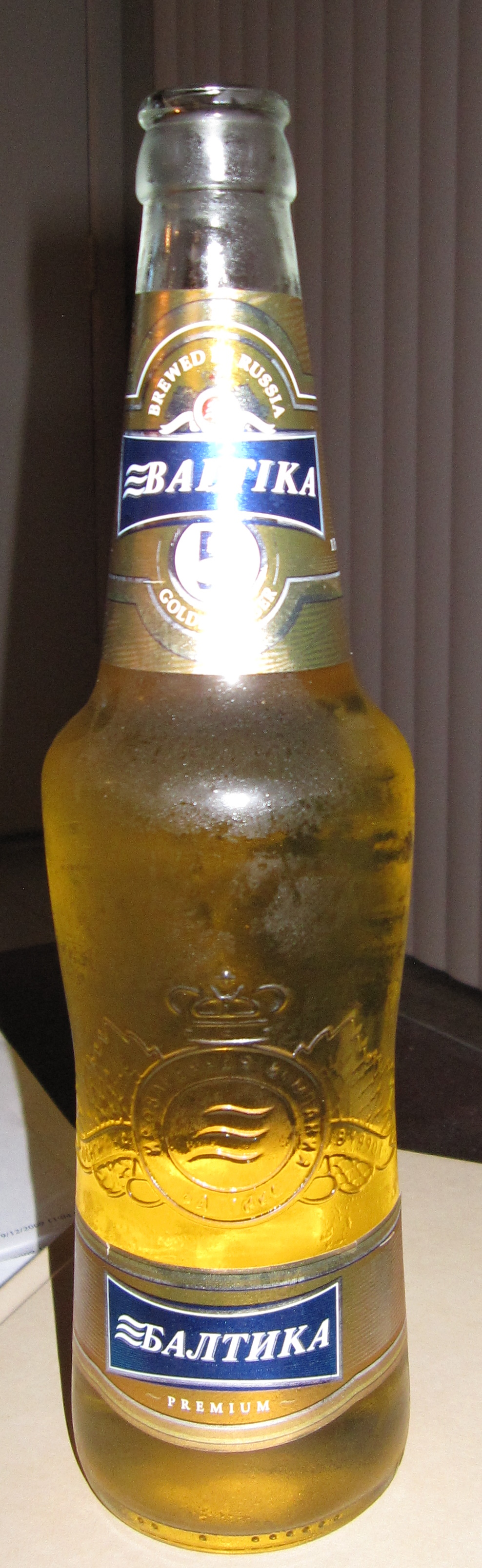

Baltika (ru.: Балтика, lt.: Baltika) este o marcă de bere din Rusia. Este produsă de compania de bere Baltika (deținută de compania scandinavă de bere Baltic Beverages Holding).
Producția de bere sub această marcă a început în Sankt Petersburg în 1992 (compania Baltika a fost fondată în 1990).
Baltika este unul dintre cele două branduri rusești (alături de Lukoil) care au fost incluse în lista primelor 100 de branduri din lume, listă realizată în luna aprilie 2007 de către ziarul britanic Financial Times.

## Produse (selecție)
- Baltika nr. 0,  alcool maxim 0,5% vol; produsă din 2001

- Baltika nr. 3 Clasic, alcool minim 4,8% vol., disponibilă începând cu 1992
- Baltika nr. 5 Premium, alcool minim 5,3% vol
- Baltika nr. 7 Export, alcool minim 5,3% vol, disponibila incepand cu 1994

- Baltika nr. 9 Strong, alcool minim 8% vol;  când a apărut în 1998 conținea alcool minim 8,5% vol.

## Legături externe
- http://beer.baltika.ru/ Arhivat în 21 mai 2012, la Wayback Machine. Site-ul oficial

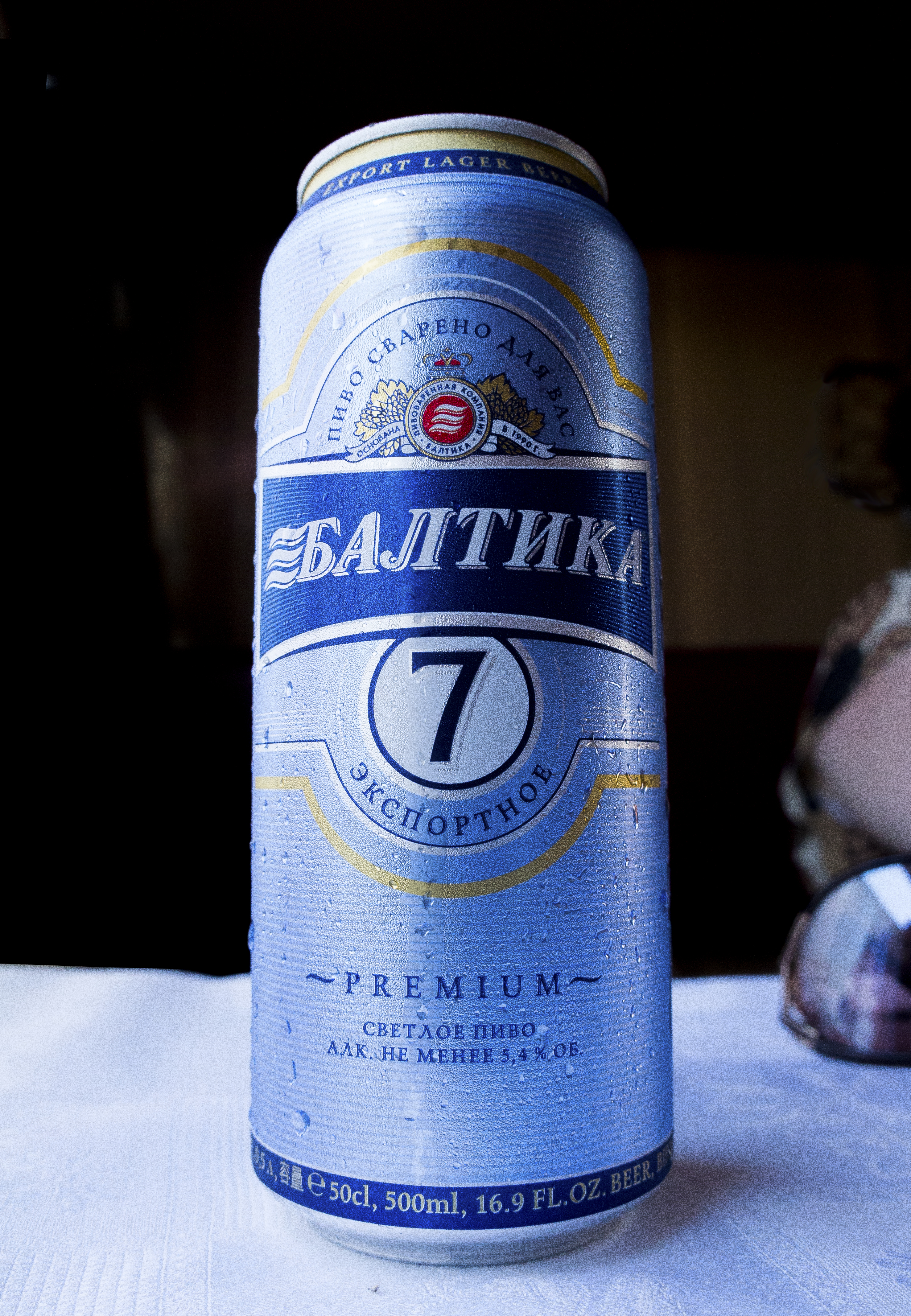

- http://eng.baltika.ru/ Site-ul oficial in limba engleza